# Manos muertas
«Manos muertas» eran aquellas propiedades que, en virtud de las condiciones del legado o por las reglas de institución de su dominio, no se podían vender, permutar o transferir en forma alguna. Era habitual que tampoco pudieran estar gravadas por tributos. El origen de esas propiedades está en la cesión o legado hereditario de un benefactor ya muerto (de ahí el nombre de «manos muertas») cuya voluntad sigue prevaleciendo. O también: Poseedores de bienes, singularmente inmuebles, en quienes se perpetúa el dominio por no poderlos enajenar ni transmitir. En este caso se encuentran los de las comunidades religiosas y los organismos públicos; y en el primero se hallaban los antiguos mayorazgos. 
Principalmente hace referencia a las propiedades de la Iglesia católica, sin embargo también pueden incluirse en este concepto algunas propiedades de la casa real (realengos) o de la nobleza (señoríos), de ayuntamientos o de instituciones de beneficencia como hospitales, hospicios, casas de misericordia, cofradías, etc. En su origen se refería tanto a bienes civiles como eclesiásticos, aunque se utilizó principalmente para significar la propiedad eclesiástica. Los bienes, de ser bienes vinculados, no vendibles, protegidos así para cumplir su función esencial al servicio del bien común –mantenimiento del culto y de doctrinas, de escuelas, hospitales y asilos, de tierras de pastos y de cultivos comunales o arrendadas para ayuda de los más necesitados–, pasaron en la «desamortización», durante la revolución liberal del XIX, a ser propiedades de libre disposición. Este cambio de propietarios, supuso en la práctica que algunos se enriquecieran fácilmente y acumularan grandes propiedades.
Así, entre las manos muertas se encontraban los bienes de la Iglesia católica y de las órdenes religiosas que estaban bajo la protección de la Monarquía Hispánica. No podían enajenarse por ninguna autoridad eclesiástica ya fuera obispo, abad o prior a riesgo de ser suspendida a divinis e incluso excomulgada. Además, quien adquiriese esos bienes procedentes de manos muertas podría perderlos; sólo se actuaba legalmente contra la persona había comprado o vendido, nunca contra la Iglesia.
La crítica ilustrada de la época del despotismo ilustrado dio paso a los primeros intentos de desamortización, que podrían quedarse en meros proyectos o dar lugar a cesiones autorizadas por el Papa o el clero local como contribución a los gastos de la corona habitualmente en situación financiera precaria. Tales fueron el Tratado de la regalía de amortización y la llamada desamortización de Godoy, en España. No será hasta la Revolución liberal que el programa desamortizador se cumpla en toda su extensión, como ocurrió durante la Revolución francesa (1789) o el gobierno de Mendizábal (1835), en España. Este último programa no cumplió su objetivo de crear una clase media, ya que solo favoreció la acumulación de propiedades por parte de una oligarquía, causando grandes pérdidas del patrimonio cultural inmobiliario como artístico.[cita requerida]